# 拉塞雷纳大学
拉塞雷纳大學（西班牙語：Universidad de La Serena）是智利拉塞雷纳的一所公立大學。距離首都聖地牙哥北部350英里。該校建於1981年。有三校區，分布於拉塞雷纳、奧瓦列以及科金博。